# Aouint Lahna
Aouint Lahna (en àrab عوينة لهنا, ʿAwīnt Lahnā; en amazic ⵄⵡⵉⵏⵜ ⵍⵀⵏⴰ) és una comuna rural de la província d'Assa-Zag, a la regió de Guelmim-Oued Noun, al Marroc. Segons el cens de 2014 tenia una població total de 2.391 persones